# Черін
Чері́н (словац. Čerín) — село в Банськобистрицькому окрузі Банськобистрицького краю Словаччини. Перша письмова згадка про село датується 1465 роком.

## Населення
| Рік:            | 1994. | 2004.    | 2014.   | 2024.   |
| --------------- | ----- | -------- | ------- | ------- |
| Кількість осіб: | 397   | 437      | 459     | 446     |
| Різниця:        |       | +10,07 % | +5,03 % | -2,83 % |

| Рік:            | 2023. | 2024.   |
| --------------- | ----- | ------- |
| Кількість осіб: | 456   | 446     |
| Різниця:        |       | -2,19 % |

Етнічний склад населення станом на 2001 рік: словаки — 99,05 %, чехи — 0,24 %, угорці — 0,24 %.
Станом на 31 грудня 2010 року в селі проживало 447 осіб, з них 220 чоловіків та 227 жінок.